# Seznam slovenskih rekordov
Seznam različnih slovenskih rekordov

## Ljudje
- Najstarejša Slovenka je bila Katarina Marinič, po domače Tinca, rojena 30. oktobra 1899 v Desklah in umrla 2. septembra 2010[1].
- Najvišji Slovenec je z višino 216 cm Primož Brezec.[2]

### Šport
- Glej članek Slovenski rekordi v atletiki.

## Jezik
- Najstarejši ohranjen zapis v slovenščini  Brižinski spomeniki, med 970 in 1039
- Prve slovenske natisnjene besede so bile na nemškem letaku, stara pravda in le vkup, le vkup, uboga gmajna
- Najdaljša slovenska beseda je s 26 črkami dialéktičnomaterialístičen; pridevnik s pomenom: nanašajoč se na dialektični materializem (dialéktičnomaterialístični pogled na življenje).

## Zemljepisne in naravne znamenitosti
- Najvišja točka je vrh Triglava, 2864 m.
- Najnižja točka je jama Kotredež v Rudniku Zagorje, - 261,10 m.
- Najdaljša reka je Sava, 990 km.
- Najdaljša reka z izvirom in izlivom v Sloveniji je Savinja, 102 km.
- Največje jezero je Cerkniško jezero, 10,5 km dolgo in 4,7 km široko.
- Največje stalno naravno jezero je Bohinjsko jezero, 4350 metrov dolgo
- Največje zajezitveno jezero je Ptujsko jezero na Dravi, nastalo zaradi male HE Markovci.
- Največja za turiste odprta kraška jama je Postojnska jama (največja tudi v Evropi)
- Najgloblje brezno je Čehi 2
- Največje drevo je Nujčev hrast v Gregovcah, 8 metrov debel, 29 metrov visok, 35 metrov široka krošnja[3]
- Najstarejša vinska trta (tudi na svetu) je Stara trta v Mariboru, okoli 440 let.
- Najbolj vodnata in tudi najširša reka je Drava.
- Največji naravni jezerski otok je Blejski otok.

## Naravni pojavi
- Najnižja izmerjena temperatura –49 °C na Komni nad Bohinjem, 9. januarja 2009.[4]
- Najvišja izmerjena temperatura 40,8 °C v Cerkljah ob Krki, 8. avgusta 2013.[5]
- Najhujši potres je bil 26. marca leta 1511 ob 14. uri po svetovnem času.[6]

## Zgradbe
- Najvišja zgradba v Sloveniji je trboveljski dimnik - 360 m visok dimnik Termoelektrarne Trbovlje (TET), ki je hkrati najvišji dimnik v Evropi.
- Najvišja zgradba-poslopje je 89 metrov visoki nebotičnik Kristalna palača v ljubljanskem BTC-ju.
- Najvišje stoječa zgradba je Aljažev stolp na vrhu Triglava, 2864 mnm.
- Najvišje stoječa zidana stavba je nekdanja italijanska Triglavska vojašnica Viktorja Emanuela III. (v ruševinah), ki se nahaja na Glavi v Zaplanji, 2520 mnm.[7]
- Najdaljši slovenski cestni most (dolžina 1065 metrov) je viadukt Črni Kal na Avtocesti A1, ki premošča Osapsko dolino.
- Najdaljši slovenski železniški most (dolg 575 metrov) je pri Težki vodi pri Novem mestu.
- Najdaljši železniški most na svetu z lokom iz oblikovanega kamna je Solkanski most na Bohinjski železnici - kamniti lok je dolg 85 metrov, celoten most pa 220 metrov.
- Najdaljši cestni predor v Sloveniji je predor Karavanke na avtocesti A2, ki povezuje Slovenijo z Avstrijo. Dolžina predora je 7.864 metrov.
- Najdaljši povsem slovenski cestni predor je predor Trojane na Avtocesti A1. Proti Mariboru je predor dolg 2931 m.
- Najdaljši povsem slovenski železniški predor je Bohinjski predor s 6.327,3 metra dolžine (ob dograditvi pa 6.339 metrov) na bohinjski progi; daljši je sicer karavanški predor s 7.976 metrov dolžine, ki pa je slovensko-avstrijski predor.
- Najdaljši (1.065 metrov) in najvišji (95 metrov) premostitveni objekt na slovenskem cestnem omrežju je viadukt Črni Kal, zgrajen leta 2004.

### Cerkve, kapele, samostani
- Največja cerkev je cerkev sv. Mohorja in Fortunata, Gornji Grad.[8]
- Najdaljša cerkev je bazilika Žalostne Matere Božje, Stična (60 metrov).
- Najvišja cerkev je cerkev sv. Jožefa, Ljubljana, visoka 69 metrov (sicer 5. najvišja zgradba-poslopje).
- Najvišje ležeča cerkev je cerkev sv. Uršule, Jazbina(Uršlja gora), 1696 mnm.
- Najvišje ležeče svetišče je kapela Marije Snežne, Kredarica, 2511 mnm.
- Najstarejša ohranjena zgradba v Sloveniji je kapela svetega Jurija na Svetih Gorah v vasi Zagaj, iz 9. ali 10. stoletja.[9]
- Največje arkadno dvorišče (tudi izmed grajskih stavb) ima Cistercijanski samostan Kostanjevica na Krki.
- Edina cerkev v jami je v Socerbu, Koper.

### Gradovi
- Največji grad je grad Grad.
- Najstarejši grad je Blejski grad iz 11. stoletja.

## Tehnika
- Najstarejše kolo (tudi na svetu) je leseno kolo, najdeno na Ljubljanskem barju, 5100 do 5350 let.
- Prvi avtomobil je imel Anton Codelli, Benz velo comfortable, prvič opažen 15. novembra 1898